# جوش بوير
جوش بوير (بالإنجليزية: Josh Boyer)‏ هو مدرب رياضي أمريكي، ولد في 27 يناير 1977 في هيث في الولايات المتحدة.